# (38580) 1999 XN17
1999 XN17 (asteroide 38580) é um asteroide da cintura principal. Possui uma excentricidade de 0.17363480 e uma inclinação de 12.01137º.
Este asteroide foi descoberto no dia 2 de dezembro de 1999 por LINEAR em Socorro.